# Riu Saloum
El riu Saloum és un curs fluvial del Senegal que neix a 105 kilòmetres a l'est de Kaolack, i desaigua a l'oceà Atlàntic. El important delta del Saloum, a la seva boca, està protegit i conforma el Parc nacional del delta del Salou. La conca del riu banya els antics regnes sereres de Sine i Saloum. Els boscos de manglars ocupen una superfície d'uns cinc quilòmetres a cada costat del riu fins a uns 70 amunt.